# Clervie Ngounoue
Clervie Ngounoue (Washington, 19 luglio 2006) è una tennista statunitense.

## Carriera
Clervie Ngounoue ha vinto 5 titoli in singolare e 5 titoli in doppio nel circuito ITF in carriera. Il 7 agosto 2023, ha raggiunto il best ranking in singolare raggiungendo la 525ª posizione mondiale, e il 14 agosto 2023 ha raggiunto la 310ª posizione mondiale in doppio.

### 2022-2024: Junior e debutto nel Tour
Ha vinto il Torneo di Wimbledon 2023 - Singolare ragazze, sconfiggendo in finale la ceca Nikola Bartůňková. In precedenza, il 5 giugno 2023, ha raggiunto la prima posizione mondiale ITF del ranking junior. Ha conquistato anche gli Australian Open 2022 - Doppio ragazze in coppia con la russa Diana Šnaider sconfiggendo la coppia canadese composta da Kayla Cross e Victoria Mboko, e gli Open di Francia 2023 - Doppio ragazze insieme alla connazionale Tyra Caterina Grant battendo la russa Alina Korneeva e la giapponese Sara Saito.
Agli US Open 2022 - Doppio femminile, ha ricevuto una wildcard insieme all'altra statunitense Reese Brantmeier, riuscendo a superare il primo turno contro la coppia formata da Rosalie van der Hoek e Alison Van Uytvanck; nel secondo turno, vengono eliminate dalle teste di serie numero 10 e poi semifinaliste del torneo Nicole Melichar-Martinez e Ellen Perez in tre set.
Clervie riceve una wildcard agli US Open 2023, compiendo il suo debutto nel circuito maggiore e in un major. Al primo turno viene eliminata dall'australiana Daria Saville, rientrata dopo un lungo infortunio, vincendo appena due giochi. Al San Diego Open 2023, supera le qualificazioni e si aggiudica il primo main draw di un torneo WTA, venendo sconfitta nel primo turno dalla connazione Katie Volynets in rimonta in tre set.
Riceve una wildcard per il Charleston Open 2024, dove viene pesantemente sconfitta dalla francese Varvara Gracheva in due facili set nel primo turno. Ottiene un invito anche al Washington Open 2024, dove anche in questa occasione soccombe all'esordio da un'altra statunitense, Peyton Stearns, sempre in due parziali.

### 2025: Prima vittoria WTA
Dopo aver superato le qualificazioni all'Indian Wells Open 2025, fa il suo debutto in un torneo WTA 1000 e viene estromessa dalla ex numero 1 del mondo Viktoryja Azaranka nel primo turno, dopo due set molto lottati.
Al Cincinnati Open, supera nuovamente le qualificazioni e al sesto tentativo vince la sua prima partita in un torneo WTA in carriera, battendo in tre set Hailey Baptiste, conquistando anche la sua sesta vittoria su una giocatrice Top 100. Nel secondo turno cede alla numero 19 del seeding Elise Mertens in tre set, dopo aver vinto il primo parziale e recuperato dei break di svantaggio negli altri due, ma alla fine prevale l'esperienza della belga.

## Statistiche ITF

### Singolare

#### Vittorie (5)
| Torneo $100.000 (0) |
| Torneo $80.000 (0)  |
| Torneo $60.000 (0)  |
| Torneo $40.000 (3)  |
| Torneo $25.000 (2)  |
| Torneo $15.000 (0)  |

| N. | Data             | Torneo                                          | Superficie  | Avversaria in finale | Punteggio     |
| 1. | 14 gennaio 2024  | Germain BMW of Naples, Naples                   | Terra verde | Allie Kiick          | 6-1, 6-1      |
| 2. | 27 luglio 2024   | Dallas Summer Series, Dallas                    | Cemento (i) | Robin Anderson       | 2-6, 6-3, 7-5 |
| 3. | 24 novembre 2024 | Women's Santo Domingo, Santo Domingo            | Cemento     | Çağla Büyükakçay     | 6-3, 4-6, 6-2 |
| 4. | 16 febbraio 2025 | Lexus British Pro Series Birmingham, Birmingham | Cemento (i) | Viktória Hrunčáková  | 4-6, 6-2, 6-3 |
| 5. | 29 giugno 2025   | Open Ciudad de Palma del Río, Palma del Río     | Cemento     | Eva Vedder           | 6-1, 6-4      |

#### Sconfitte (4)
| Torneo $100.000 (0) |
| Torneo $80.000 (0)  |
| Torneo $60.000 (0)  |
| Torneo $40.000 (0)  |
| Torneo $25.000 (3)  |
| Torneo $15.000 (1)  |

| N. | Data            | Torneo                                               | Superficie  | Avversaria in finale | Punteggio |
| 1. | 20 marzo 2022   | Marrakech Women's Tennis Tour, Marrakech             | Terra rossa | Eleonora Alvisi      | 3-6, 1-6  |
| 2. | 2 ottobre 2022  | H-E-B Women's Pro Tennis Open, Austin                | Cemento     | Peyton Stearns       | 1-6, 0-6  |
| 3. | 12 gennaio 2025 | Women's Le Lamentin, Le Lamentin                     | Cemento     | Victoria Mboko       | 5-7, 3-6  |
| 4. | 19 gennaio 2025 | Open Femenin de La Ville De Petit-Bourg, Petit-Bourg | Cemento     | Victoria Mboko       | 4-6, 0-6  |

### Doppio

#### Vittorie (5)
| Torneo $100.000 (1) |
| Torneo $80.000 (0)  |
| Torneo $60.000 (0)  |
| Torneo $40.000 (0)  |
| Torneo $25.000 (3)  |
| Torneo $15.000 (1)  |

| N. | Data             | Torneo                                               | Superficie | Compagna          | Avversarie in finale                  | Punteggio        |
| 1. | 26 febbraio 2022 | Magic Tours, Monastir                                | Cemento    | Hanne Vandewinkel | Mara Guth Mia Mack                    | 6-1, 6-2         |
| 2. | 4 marzo 2023     | Spring Women's Open, Spring                          | Cemento    | Maria Mateas      | Sofia Johnson Julija Starodubceva     | 6-4, 2-6, [10-4] |
| 3. | 7 ottobre 2023   | Ascension Project Women's Open, Redding              | Cemento    | Liv Hovde         | Kayla Cross María Herazo González     | 6-3, 7-5         |
| 4. | 26 ottobre 2024  | Tyler Pro Challenge, Tyler                           | Cemento    | Alexandra Osborne | Mary Lewis Brandy Walker              | 6-2, 6-3         |
| 5. | 18 gennaio 2025  | Open Femenin de La Ville De Petit-Bourg, Petit-Bourg | Cemento    | Victoria Mboko    | Jenna Dean Amanda Carolina Nava Elkin | 6-3, 6-1         |

#### Sconfitte (8)
| Torneo $100.000 (0) |
| Torneo $80.000 (0)  |
| Torneo $60.000 (0)  |
| Torneo $40.000 (1)  |
| Torneo $25.000 (4)  |
| Torneo $15.000 (3)  |

| N. | Data             | Torneo                                                                | Superficie  | Compagna             | Avversarie in finale                 | Punteggio              |
| 1. | 1º maggio 2021   | Egypt ITF World Tennis Tour, Il Cairo                                 | Terra rossa | Yasmin Ezzat         | Oana Gavrilă Jibek Kulambaeva        | 4-6, 0-6               |
| 2. | 19 febbraio 2022 | Magic Tours, Monastir                                                 | Cemento     | Sofia Costoulas      | Krystina Dzmitruk Marija Šolochova   | 6-3, 2-6, [5-10]       |
| 3. | 20 marzo 2022    | Marrakech Women's Tennis Tour, Marrakech                              | Terra rossa | Lucija Ćirić-Bagarić | Naïma Karamoko Inês Murta            | 2–6, 7–6(2), [5–10]    |
| 4. | 15 ottobre 2022  | McLeod for Health Florence Open, Florence                             | Cemento     | Samantha Crawford    | Allura Zamarripa Maribella Zamarripa | 3-6, 4-6               |
| 5. | 21 gennaio 2023  | Tournoi International Féminin de la Ville de Petit-Bourg, Petit-Bourg | Cemento     | Johanne Svendsen     | Jenny Dürst Fanny Östlund            | 4-6, 3-6               |
| 6. | 5 ottobre 2024   | Redding Pro Women's Open, Redding                                     | Cemento     | Himeno Sakatsume     | Ayana Akli Eryn Cayetano             | 2-6, 2-6               |
| 7. | 11 gennaio 2025  | Women's Le Lamentin, Le Lamentin                                      | Cemento     | Olivia Lincer        | Cadence Brace Victoria Mboko         | 2-6, 6(2)-7            |
| 8. | 22 marzo 2025    | Santo Domingo Women's, Santo Domingo                                  | Cemento     | Ayana Akli           | Anastasija Tichonova Marija Tkačeva  | 6(5)-7, 7-6(2), [7-10] |

## Grand Slam Junior

### Singolare

#### Vittorie (1)
| Tornei del Grande Slam  |
| ----------------------- |
| Australian Open (0)     |
| Open di Francia (0)     |
| Torneo di Wimbledon (1) |
| US Open (0)             |

| N. | Data           | Torneo                      | Superficie | Avversaria in finale | Punteggio |
| 1. | 16 luglio 2023 | Torneo di Wimbledon, Londra | Erba       | Nikola Bartůňková    | 6-2, 6-2  |

### Doppio

#### Vittorie (2)
| Tornei del Grande Slam  |
| ----------------------- |
| Australian Open (1)     |
| Open di Francia (1)     |
| Torneo di Wimbledon (0) |
| US Open (0)             |

| N. | Data            | Torneo                     | Superficie  | Compagna            | Avversarie in finale       | Punteggio |
| 1. | 29 gennaio 2022 | Australian Open, Melbourne | Cemento     | Diana Šnaider       | Kayla Cross Victoria Mboko | 6-4, 6-3  |
| 2. | 11 giugno 2023  | Open di Francia, Parigi    | Terra rossa | Tyra Caterina Grant | Alina Korneeva Sara Saito  | 6-3, 6-2  |